# Probolomyrmex petiolatus
Probolomyrmex petiolatus är en myrart som beskrevs av Weber 1940. Probolomyrmex petiolatus ingår i släktet Probolomyrmex och familjen myror. Inga underarter finns listade i Catalogue of Life.

## Bildgalleri

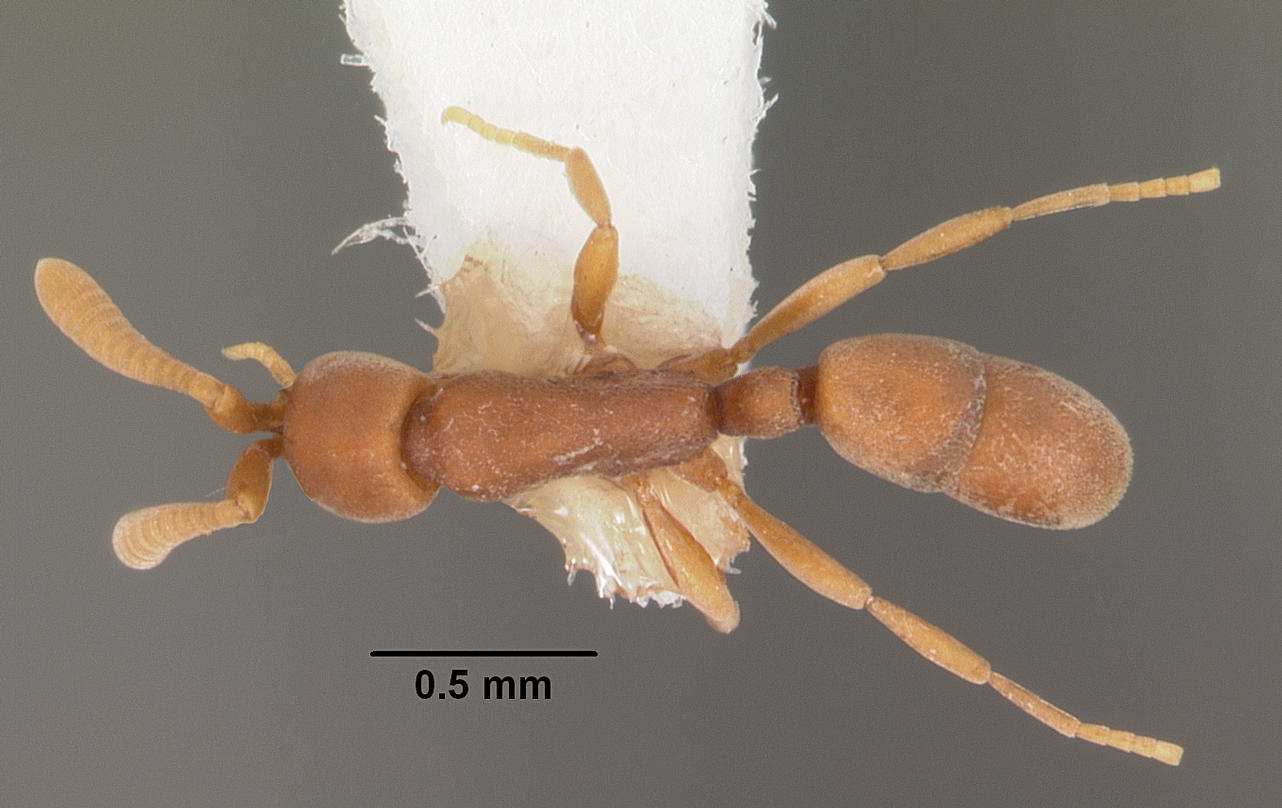
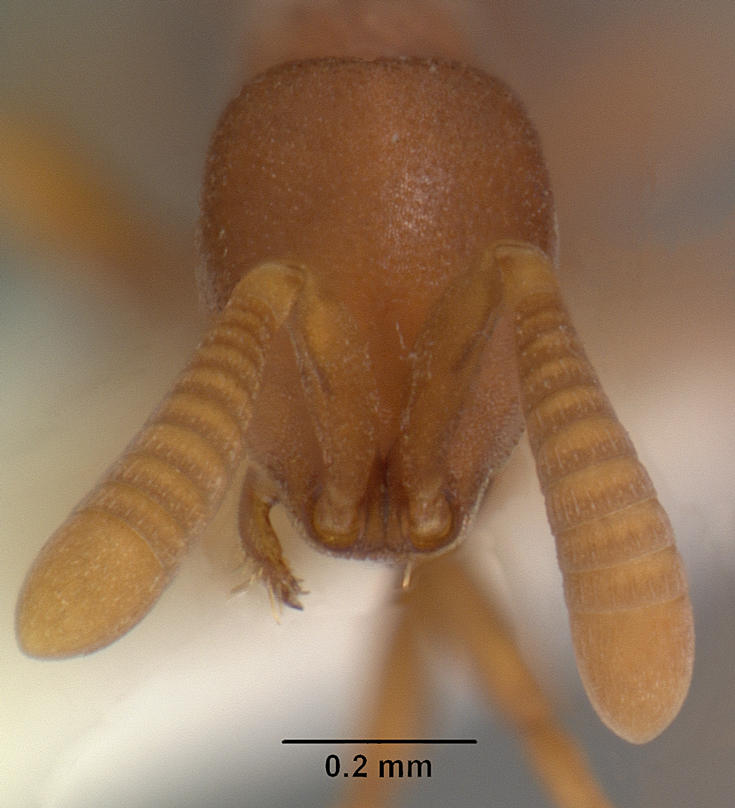
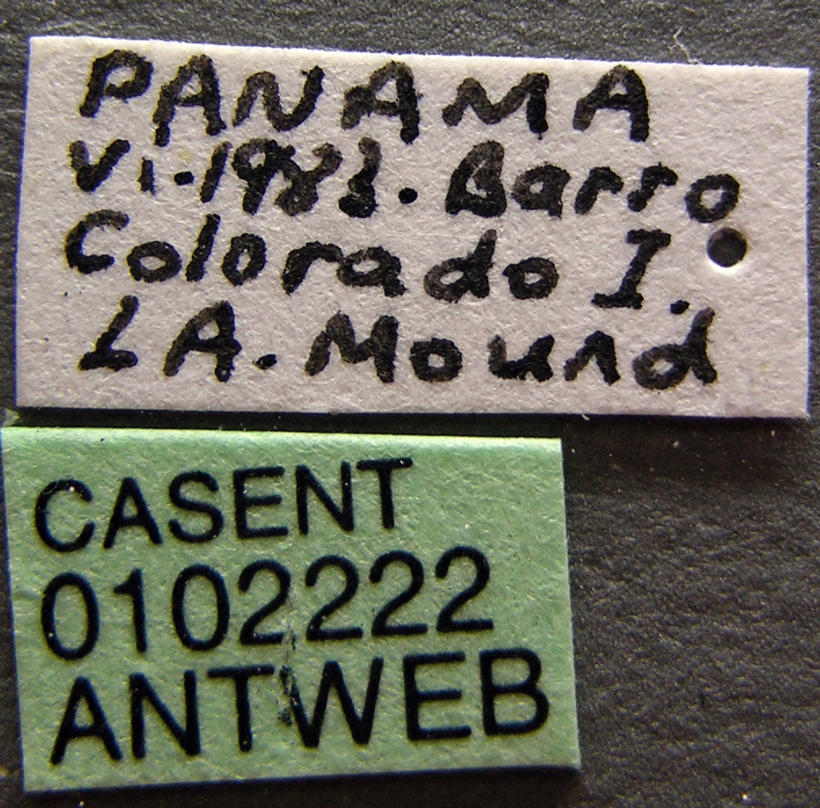
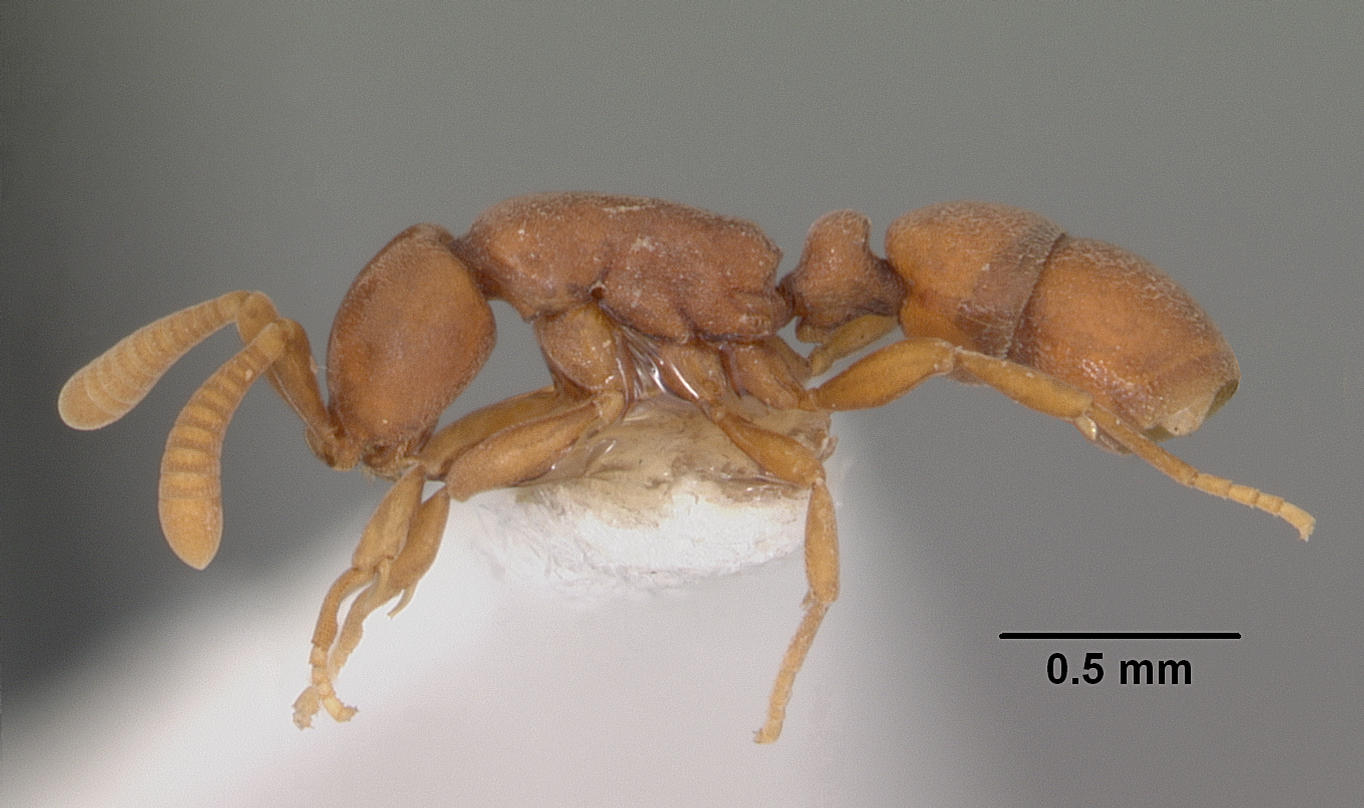